# Billy Zane
William George Zane Jr. (Chicago, 24 de fevereiro de 1966), mais conhecido como Billy Zane, é um ator norte-americano, famoso pelos papéis como o herói dos quadrinhos Fantasma, em The Phantom, Cal Hockley em Titanic e John Wheeler na série para a TV Twin Peaks.

## Início da vida
Zane nasceu em Chicago, Illinois, filho de Thalia e William George Zane, Sr., ambos os quais eram atores amadores e fundadores de uma escola para técnicos de medicina. Seus pais são gregos (de Chios no lado de sua mãe e de Mani por parte de pai), e o sobrenome original de sua família, "Zanetakos", foi americanizado para "Zane" por seus pais, que também o criaram na igreja ortodoxa grega. Ele tem uma irmã mais velha, Lisa Zane, que é atriz. Depois de completar um ano no exterior da Escola Americana, na Suíça, Zane se formou na Escola Francis W. Parker e foi aluno do Harand Camp de Artes Cênicas, localizado em Kenosha, Wisconsin.

## Filmografia
- 2020 - Ghosts of War - Dr. Engel
- 2018 - Sansão - Rei Balek
- 2016 - Zoolander 2 - Ele mesmo
- 2013 - Barabbas (Mini Série)

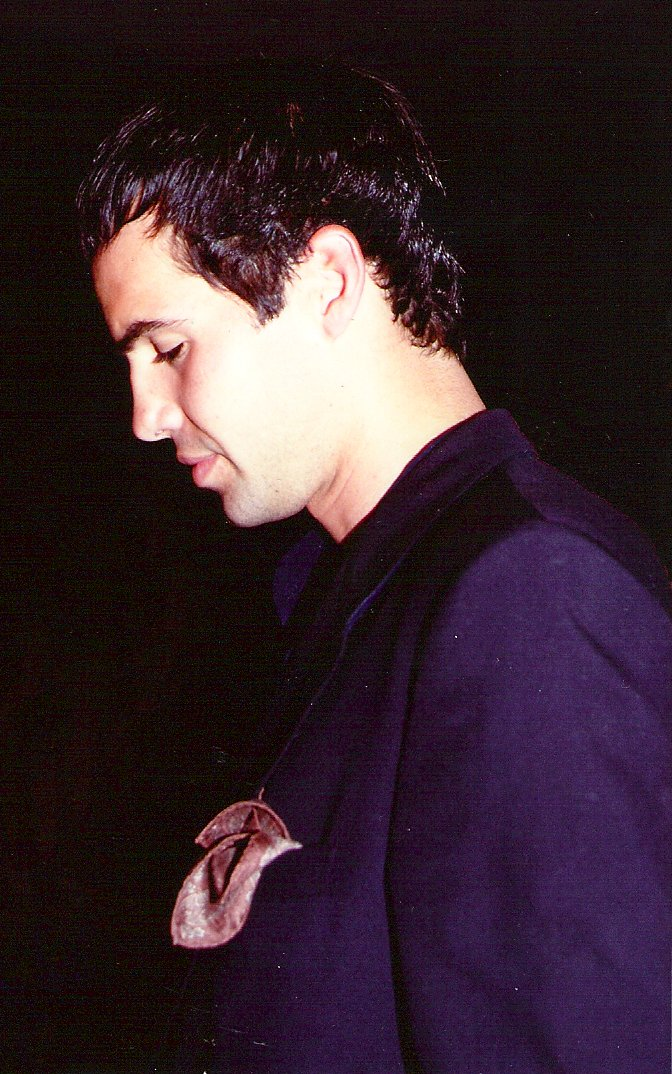
Zane.

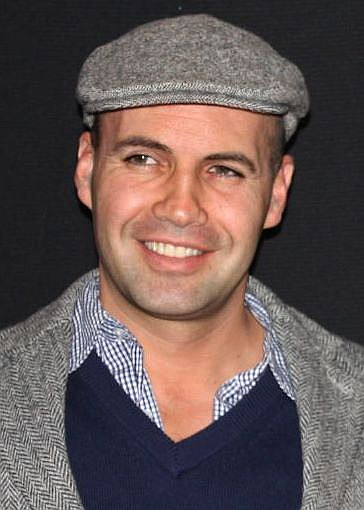
Zane em 2008.

- 2013 - Clipe Avril Lavigne - Rock n Roll
- 2012 - O Escorpião Rei 3 - (Batalha pela Redenção)
- 2012 - Electrick Children
- 2011 - O atirador 4
- 2011 - The Roommate - Colega de Quarto (Professor Roberts)
- 2010 - Jornada a Promethea
- 2009 - Love N' dancing
- 2007 - Alien agent
- 2006 - Kurtlar vadisi - Irak
- 2006 - BloodRayne
- 2005 - Three
- 2005 - Mem-o-re
- 2005 - Pleasure drivers, The
- 2005 - Last drop, The
- 2004 - Bet your life (TV)
- 2004 - Big kiss
- 2005 - Backwaters
- 2004 - Deep attack (TV)
- 2004 - Dead Fish - Um dia de cão (Dead Fish)
- 2004 - Silver City (Silver City)
- 2003 - Imaginary Grace
- 2003 - Starving hysterical naked
- 2003 - Aviso Mortal (Silent Warnings)
- 2003 - Kiss, The
- 2003 - Vlad
- 2002 - Sea devils
- 2002 - Claim
- 2001 - Zoolander (Zoolander)
- 2001 - Landspeed
- 2001 - Invincible (TV)
- 2001 - O diamante de Jeru (The Diamond of Jeru) (TV)
- 2001 - C.Q.
- 2001 - Tolerância zero (The Believer)
- 2000 - Hendrix (TV)
- 1999 - God is in TV
- 1999 - Cleópatra (Cleopatra) (TV)
- 1999 - Morgan's Ferry
- 1999 - Taxman
- 1998 - Plano de Risco (Susan's Plan)
- 1998 - Amor e Dívidas (Love and debt)
- 1998 - Acordei cedo no dia da minha morte (I Woke Up Early the Day I Died)
- 1998 - Pocahontas II: Journey to a new world (voz)
- 1997 - Titanic
- 1997 - Os Pervertidos (This world, Then the Fireworks)
- 1996 - Amor Alucinante (Head Above Water)
- 1996 - O Fantasma (The Phantom)
- 1996 - Garganta Profunda 2 - A missão
- 1996 - Danger zone
- 1996 - Garganta Profunda
- 1995 - Os Demônios na Noite (Demon Knight)
- 1995 - A Armadilha (Set up, The)
- 1994 - Só Você (Only You)
- 1994 - Cyborg - Agente mortífera (Running Delilah) (TV)
- 1994 - Loucos, birutas e debiloides (Silence of the hams, The)
- 1994 - Revelações de um crime (Reflections on a crime)
- 1993 - Tombstone - A justiça está chegando (Tombstone)
- 1993 - Mais forte que o desejo (Lake consequence) (TV)
- 1993 - O atirador (Sniper)
- 1993 - Traição dos inocentes (Betrayal of the dove)
- 1993 - Inferno em Los Angeles (Flashfire)
- 1993 - Sem medo no coração (Poetic justice)
- 1993 - Posse - A vingança de Jessie (Posse)
- 1992 - Orlando, a mulher imortal (Orlando)
- 1991 - Amor e sangue (Blood and Concrete)
- 1991 - Beutyfull Amazing - Last Jornade
- 1991 - Femme fatale
- 1991 - Miliardi
- 1990 - Memphis Belle: A fortaleza voadora (Memphis Belle)
- 1990 - Megaville (Megaville)
- 1989 - De volta para o Futuro II (Back to the Future Part II)
- 1989 - O fio da morte (Case of the hillside stranglers, The) (TV)
- 1989 - Terror a bordo (Dead Calm)
- 1989 - Going overboard
- 1988 - Police Story: Monster manor (TV)
- 1986 - A irmandade da justiça (Brotherhood of justice) (TV)
- 1986 - Criaturas (Critters)
- 1985 - De volta para o Futuro (Back to the Future)

## Vida pessoal
Billy Zane foi casado com a atriz Lisa Collins, de 1989, até que o casal se divorciou em 1995. Namorou de 1999 a 2001 com a atriz chilena Leonor Varela, sua co-estrela em 1999 no telefilme Cleópatra, os dois chegaram a ficar noivos. Zane também foi noivo da modelo e atriz britânica, Kelly Brook, que ele conheceu quando estrelou com ela no filme Survival Island, também conhecido como Três. Eles se separaram em abril de 2008 e voltaram novamente pouco tempo depois, terminando o relacionamento em agosto de 2008. Começou a namorar a modelo americana, Candice Neil, em março de 2010; sua filha, Ava Katherina, nasceu em 20 de fevereiro de 2011.